# 리비아 축구 국가대표팀
리비아 축구 국가대표팀(아랍어: منتخب ليبيا لكرة القدم)은 리비아를 대표하는 축구 국가대표팀으로 리비아 축구 연맹의 관리를 받고 있다. '지중해 기사단'이라는 별칭으로 알려져 있으며 현재 트리폴리 국제 경기장을 홈 구장으로 사용하고 있다.

## 국제 대회 경력

### FIFA 월드컵
2006년 FIFA 월드컵 아프리카 지역 1차 예선에서 상투메 프린시페를 상대로 2연승을 거두며 최종 예선에 올랐고 최종 예선에서도 3승 3무 4패·3조 4위를 기록하며 리비아 축구 역사상 월드컵 아프리카 지역 예선 역대 최고 성적을 거두었다.

### 아프리카 네이션스컵
아프리카 네이션스컵 본선에는 3번 출전하여 이 가운데 홈에서 열린 1982년 대회에서 준우승을 차지했으며 이후 24년만에 출전한 2006년 대회와 6년만에 3번째 본선 무대를 밟았던 2012년 대회에서는 모두 조별리그에서 탈락했지만 2012년 대회 A조 최종전에서 2연패로 조별리그 탈락이 확정되는 굴욕을 당한 강호 세네갈을 2-1로 제압하며 1982년 이후 30년만에 아프리카 네이션스컵 본선에서 승리를 가져왔다.

### 아프리카 네이션스 챔피언십
자국 리그에서 활동하고 있는 선수들만 참가할 수 있는 아프리카 네이션스 챔피언십 본선에는 3번 출전했고 이 중 2014년 대회에서 사상 첫 국제 대회 우승의 기쁨을 맛보았고 2018년 대회에서는 4강에 이름을 올렸다.

## 기타 국제 대회 경력
지중해 경기 대회에는 8번 출전하여 U-23 대표팀으로 참가한 2005년과 2009년 대회에서 2회 연속 동메달을 획득했고 팬아랍 게임 축구에는 9번 출전하여 은메달 1개, 동메달 4개를 수확했으며 FIFA 아랍컵에는 4번 출전하여 이 가운데 2번의 대회에서 준우승을 차지했다.

## FIFA 월드컵 (본선)
| 년도   | 결과                           | 순위                           | 경기                           | 승                             | 무*                            | 패                             | 득점                           | 실점                           | 승점                           |
| ------ | ------------------------------ | ------------------------------ | ------------------------------ | ------------------------------ | ------------------------------ | ------------------------------ | ------------------------------ | ------------------------------ | ------------------------------ |
| 1930년 | 독립 이전                      | 독립 이전                      | 독립 이전                      | 독립 이전                      | 독립 이전                      | 독립 이전                      | 독립 이전                      | 독립 이전                      | 독립 이전                      |
| 1934년 | 독립 이전                      | 독립 이전                      | 독립 이전                      | 독립 이전                      | 독립 이전                      | 독립 이전                      | 독립 이전                      | 독립 이전                      | 독립 이전                      |
| 1938년 | 독립 이전                      | 독립 이전                      | 독립 이전                      | 독립 이전                      | 독립 이전                      | 독립 이전                      | 독립 이전                      | 독립 이전                      | 독립 이전                      |
| 1950년 | 독립 이전                      | 독립 이전                      | 독립 이전                      | 독립 이전                      | 독립 이전                      | 독립 이전                      | 독립 이전                      | 독립 이전                      | 독립 이전                      |
| 1954년 | 없음                           | 없음                           | 없음                           | 없음                           | 없음                           | 없음                           | 없음                           | 없음                           | 없음                           |
| 1958년 | 비회원국                       | 비회원국                       | 비회원국                       | 비회원국                       | 비회원국                       | 비회원국                       | 비회원국                       | 비회원국                       | 비회원국                       |
| 1962년 | 비회원국                       | 비회원국                       | 비회원국                       | 비회원국                       | 비회원국                       | 비회원국                       | 비회원국                       | 비회원국                       | 비회원국                       |
| 1966년 | 기권                           | 기권                           | 기권                           | 기권                           | 기권                           | 기권                           | 기권                           | 기권                           | 기권                           |
| 1970년 | 예선 탈락                      | 예선 탈락                      | 예선 탈락                      | 예선 탈락                      | 예선 탈락                      | 예선 탈락                      | 예선 탈락                      | 예선 탈락                      | 예선 탈락                      |
| 1974년 | 불참                           | 불참                           | 불참                           | 불참                           | 불참                           | 불참                           | 불참                           | 불참                           | 불참                           |
| 1978년 | 예선 탈락                      | 예선 탈락                      | 예선 탈락                      | 예선 탈락                      | 예선 탈락                      | 예선 탈락                      | 예선 탈락                      | 예선 탈락                      | 예선 탈락                      |
| 1982년 | 예선 도중 기권                 | 예선 도중 기권                 | 예선 도중 기권                 | 예선 도중 기권                 | 예선 도중 기권                 | 예선 도중 기권                 | 예선 도중 기권                 | 예선 도중 기권                 | 예선 도중 기권                 |
| 1986년 | 예선 탈락                      | 예선 탈락                      | 예선 탈락                      | 예선 탈락                      | 예선 탈락                      | 예선 탈락                      | 예선 탈락                      | 예선 탈락                      | 예선 탈락                      |
| 1990년 | 예선 도중 기권                 | 예선 도중 기권                 | 예선 도중 기권                 | 예선 도중 기권                 | 예선 도중 기권                 | 예선 도중 기권                 | 예선 도중 기권                 | 예선 도중 기권                 | 예선 도중 기권                 |
| 1994년 | 유엔의 제재로 인해 실격 처리됨 | 유엔의 제재로 인해 실격 처리됨 | 유엔의 제재로 인해 실격 처리됨 | 유엔의 제재로 인해 실격 처리됨 | 유엔의 제재로 인해 실격 처리됨 | 유엔의 제재로 인해 실격 처리됨 | 유엔의 제재로 인해 실격 처리됨 | 유엔의 제재로 인해 실격 처리됨 | 유엔의 제재로 인해 실격 처리됨 |
| 1998년 | 불참                           | 불참                           | 불참                           | 불참                           | 불참                           | 불참                           | 불참                           | 불참                           | 불참                           |
| 2002년 | 예선 탈락                      | 예선 탈락                      | 예선 탈락                      | 예선 탈락                      | 예선 탈락                      | 예선 탈락                      | 예선 탈락                      | 예선 탈락                      | 예선 탈락                      |
| 2006년 | 예선 탈락                      | 예선 탈락                      | 예선 탈락                      | 예선 탈락                      | 예선 탈락                      | 예선 탈락                      | 예선 탈락                      | 예선 탈락                      | 예선 탈락                      |
| 2010년 | 예선 탈락                      | 예선 탈락                      | 예선 탈락                      | 예선 탈락                      | 예선 탈락                      | 예선 탈락                      | 예선 탈락                      | 예선 탈락                      | 예선 탈락                      |
| 2014년 | 예선 탈락                      | 예선 탈락                      | 예선 탈락                      | 예선 탈락                      | 예선 탈락                      | 예선 탈락                      | 예선 탈락                      | 예선 탈락                      | 예선 탈락                      |
| 2018년 | 예선 탈락                      | 예선 탈락                      | 예선 탈락                      | 예선 탈락                      | 예선 탈락                      | 예선 탈락                      | 예선 탈락                      | 예선 탈락                      | 예선 탈락                      |
| 합계   |                                |                                |                                |                                |                                |                                |                                |                                |                                |

### FIFA 월드컵 (예선)
| 1930년 | 독립 이전                                    | 독립 이전                                    | 독립 이전                                    | 독립 이전                                    | 독립 이전                                    | 독립 이전                                    | 독립 이전                                    |                                              |                                              |
| 1934년 | 독립 이전                                    | 독립 이전                                    | 독립 이전                                    | 독립 이전                                    | 독립 이전                                    | 독립 이전                                    | 독립 이전                                    |                                              |                                              |
| 1938년 | 독립 이전                                    | 독립 이전                                    | 독립 이전                                    | 독립 이전                                    | 독립 이전                                    | 독립 이전                                    | 독립 이전                                    |                                              |                                              |
| 1950년 | 독립 이전                                    | 독립 이전                                    | 독립 이전                                    | 독립 이전                                    | 독립 이전                                    | 독립 이전                                    | 독립 이전                                    |                                              |                                              |
| 1954년 | 없음                                         | 없음                                         | 없음                                         | 없음                                         | 없음                                         | 없음                                         | 없음                                         |                                              |                                              |
| 1958년 | 비회원국                                     | 비회원국                                     | 비회원국                                     | 비회원국                                     | 비회원국                                     | 비회원국                                     | 비회원국                                     |                                              |                                              |
| 1962년 | 비회원국                                     | 비회원국                                     | 비회원국                                     | 비회원국                                     | 비회원국                                     | 비회원국                                     | 비회원국                                     |                                              |                                              |
| 1966년 | 기권                                         | 기권                                         | 기권                                         | 기권                                         | 기권                                         | 기권                                         | 기권                                         |                                              |                                              |
| 1970년 | 2                                            | 1                                            | 0                                            | 1                                            | 3                                            | 5                                            | 3                                            |                                              |                                              |
| 1974년 | 불참                                         | 불참                                         | 불참                                         | 불참                                         | 불참                                         | 불참                                         | 불참                                         |                                              |                                              |
| 1978년 | 2                                            | 0                                            | 1                                            | 1                                            | 0                                            | 1                                            | 1                                            |                                              |                                              |
| 1982년 | 2                                            | 1                                            | 1                                            | 0                                            | 2                                            | 1                                            | 4                                            |                                              |                                              |
| 1986년 | 6                                            | 3                                            | 2                                            | 1                                            | 7                                            | 3                                            | 11                                           |                                              |                                              |
| 1990년 | 2                                            | 1                                            | 0                                            | 1                                            | 3                                            | 2                                            | 3                                            |                                              |                                              |
| 1994년 | 유엔의 제재로 인해 실격 처리됨               | 유엔의 제재로 인해 실격 처리됨               | 유엔의 제재로 인해 실격 처리됨               | 유엔의 제재로 인해 실격 처리됨               | 유엔의 제재로 인해 실격 처리됨               | 유엔의 제재로 인해 실격 처리됨               | 유엔의 제재로 인해 실격 처리됨               |                                              |                                              |
| 1998년 | 불참                                         | 불참                                         | 불참                                         | 불참                                         | 불참                                         | 불참                                         | 불참                                         |                                              |                                              |
| 2002년 | 10                                           | 1                                            | 2                                            | 7                                            | 11                                           | 22                                           | 5                                            |                                              |                                              |
| 2006년 | 12                                           | 5                                            | 3                                            | 4                                            | 17                                           | 10                                           | 18                                           |                                              |                                              |
| 2010년 | 6                                            | 4                                            | 0                                            | 2                                            | 7                                            | 4                                            | 12                                           |                                              |                                              |
| 2014년 | 6                                            | 2                                            | 3                                            | 1                                            | 5                                            | 3                                            | 9                                            |                                              |                                              |
| 2018년 | 8                                            | 3                                            | 1                                            | 4                                            | 8                                            | 11                                           | 10                                           |                                              |                                              |
| 합계   | 56                                           | 21                                           | 13                                           | 22                                           | 63                                           | 62                                           | 76                                           |                                              |                                              |
| 순위   | 월드컵 예선 승점 순위 : 94위 (아프리카 19위) | 월드컵 예선 승점 순위 : 94위 (아프리카 19위) | 월드컵 예선 승점 순위 : 94위 (아프리카 19위) | 월드컵 예선 승점 순위 : 94위 (아프리카 19위) | 월드컵 예선 승점 순위 : 94위 (아프리카 19위) | 월드컵 예선 승점 순위 : 94위 (아프리카 19위) | 월드컵 예선 승점 순위 : 94위 (아프리카 19위) | 월드컵 예선 승점 순위 : 94위 (아프리카 19위) | 월드컵 예선 승점 순위 : 94위 (아프리카 19위) |

## 아프리카 네이션스컵(본선)
| 아프리카 네이션스컵 본선 기록 | 아프리카 네이션스컵 본선 기록        | 아프리카 네이션스컵 본선 기록        | 아프리카 네이션스컵 본선 기록        | 아프리카 네이션스컵 본선 기록        | 아프리카 네이션스컵 본선 기록        | 아프리카 네이션스컵 본선 기록        | 아프리카 네이션스컵 본선 기록        | 아프리카 네이션스컵 본선 기록        | 아프리카 네이션스컵 본선 기록        |
| 년도                          | 결과                                 | 순위                                 | 경기                                 | 승                                   | 무                                   | 패                                   | 득점                                 | 실점                                 | 승점                                 |
| ----------------------------- | ------------------------------------ | ------------------------------------ | ------------------------------------ | ------------------------------------ | ------------------------------------ | ------------------------------------ | ------------------------------------ | ------------------------------------ | ------------------------------------ |
| 1957년                        | 비회원국                             | 비회원국                             | 비회원국                             | 비회원국                             | 비회원국                             | 비회원국                             | 비회원국                             | 비회원국                             | 비회원국                             |
| 1959년                        | 비회원국                             | 비회원국                             | 비회원국                             | 비회원국                             | 비회원국                             | 비회원국                             | 비회원국                             | 비회원국                             | 비회원국                             |
| 1962년                        | 비회원국                             | 비회원국                             | 비회원국                             | 비회원국                             | 비회원국                             | 비회원국                             | 비회원국                             | 비회원국                             | 비회원국                             |
| 1963년                        | 비회원국                             | 비회원국                             | 비회원국                             | 비회원국                             | 비회원국                             | 비회원국                             | 비회원국                             | 비회원국                             | 비회원국                             |
| 1965년                        | 비회원국                             | 비회원국                             | 비회원국                             | 비회원국                             | 비회원국                             | 비회원국                             | 비회원국                             | 비회원국                             | 비회원국                             |
| 1968년                        | 예선 탈락                            | 예선 탈락                            | 예선 탈락                            | 예선 탈락                            | 예선 탈락                            | 예선 탈락                            | 예선 탈락                            | 예선 탈락                            | 예선 탈락                            |
| 1970년                        | 불참                                 | 불참                                 | 불참                                 | 불참                                 | 불참                                 | 불참                                 | 불참                                 | 불참                                 | 불참                                 |
| 1972년                        | 예선 탈락                            | 예선 탈락                            | 예선 탈락                            | 예선 탈락                            | 예선 탈락                            | 예선 탈락                            | 예선 탈락                            | 예선 탈락                            | 예선 탈락                            |
| 1974년                        | 기권                                 | 기권                                 | 기권                                 | 기권                                 | 기권                                 | 기권                                 | 기권                                 | 기권                                 | 기권                                 |
| 1976년                        | 예선 탈락                            | 예선 탈락                            | 예선 탈락                            | 예선 탈락                            | 예선 탈락                            | 예선 탈락                            | 예선 탈락                            | 예선 탈락                            | 예선 탈락                            |
| 1978년                        | 예선 탈락                            | 예선 탈락                            | 예선 탈락                            | 예선 탈락                            | 예선 탈락                            | 예선 탈락                            | 예선 탈락                            | 예선 탈락                            | 예선 탈락                            |
| 1980년                        | 예선 탈락                            | 예선 탈락                            | 예선 탈락                            | 예선 탈락                            | 예선 탈락                            | 예선 탈락                            | 예선 탈락                            | 예선 탈락                            | 예선 탈락                            |
| 1982년                        | 준우승                               | 2위                                  | 5                                    | 2                                    | 3                                    | 0                                    | 7                                    | 4                                    | 9                                    |
| 1984년                        | 예선 탈락                            | 예선 탈락                            | 예선 탈락                            | 예선 탈락                            | 예선 탈락                            | 예선 탈락                            | 예선 탈락                            | 예선 탈락                            | 예선 탈락                            |
| 1986년                        | 예선 탈락                            | 예선 탈락                            | 예선 탈락                            | 예선 탈락                            | 예선 탈락                            | 예선 탈락                            | 예선 탈락                            | 예선 탈락                            | 예선 탈락                            |
| 1988년                        | 기권                                 | 기권                                 | 기권                                 | 기권                                 | 기권                                 | 기권                                 | 기권                                 | 기권                                 | 기권                                 |
| 1990년                        | 기권                                 | 기권                                 | 기권                                 | 기권                                 | 기권                                 | 기권                                 | 기권                                 | 기권                                 | 기권                                 |
| 1992년                        | 불참                                 | 불참                                 | 불참                                 | 불참                                 | 불참                                 | 불참                                 | 불참                                 | 불참                                 | 불참                                 |
| 1994년                        | 기권                                 | 기권                                 | 기권                                 | 기권                                 | 기권                                 | 기권                                 | 기권                                 | 기권                                 | 기권                                 |
| 1996년                        | 불참                                 | 불참                                 | 불참                                 | 불참                                 | 불참                                 | 불참                                 | 불참                                 | 불참                                 | 불참                                 |
| 1998년                        | 불참                                 | 불참                                 | 불참                                 | 불참                                 | 불참                                 | 불참                                 | 불참                                 | 불참                                 | 불참                                 |
| 2000년                        | 예선 탈락                            | 예선 탈락                            | 예선 탈락                            | 예선 탈락                            | 예선 탈락                            | 예선 탈락                            | 예선 탈락                            | 예선 탈락                            | 예선 탈락                            |
| 2002년                        | 예선 탈락                            | 예선 탈락                            | 예선 탈락                            | 예선 탈락                            | 예선 탈락                            | 예선 탈락                            | 예선 탈락                            | 예선 탈락                            | 예선 탈락                            |
| 2004년                        | 예선 탈락                            | 예선 탈락                            | 예선 탈락                            | 예선 탈락                            | 예선 탈락                            | 예선 탈락                            | 예선 탈락                            | 예선 탈락                            | 예선 탈락                            |
| 2006년                        | 조별리그                             | 14위                                 | 3                                    | 0                                    | 1                                    | 2                                    | 1                                    | 5                                    | 1                                    |
| 2008년                        | 예선 탈락                            | 예선 탈락                            | 예선 탈락                            | 예선 탈락                            | 예선 탈락                            | 예선 탈락                            | 예선 탈락                            | 예선 탈락                            | 예선 탈락                            |
| 2010년                        | 예선 탈락                            | 예선 탈락                            | 예선 탈락                            | 예선 탈락                            | 예선 탈락                            | 예선 탈락                            | 예선 탈락                            | 예선 탈락                            | 예선 탈락                            |
| 2012년                        | 조별리그                             | 10위                                 | 3                                    | 1                                    | 1                                    | 1                                    | 4                                    | 4                                    | 4                                    |
| 2013년                        | 예선 탈락                            | 예선 탈락                            | 예선 탈락                            | 예선 탈락                            | 예선 탈락                            | 예선 탈락                            | 예선 탈락                            | 예선 탈락                            | 예선 탈락                            |
| 2015년                        | 예선 탈락                            | 예선 탈락                            | 예선 탈락                            | 예선 탈락                            | 예선 탈락                            | 예선 탈락                            | 예선 탈락                            | 예선 탈락                            | 예선 탈락                            |
| 2017년                        | 예선 탈락                            | 예선 탈락                            | 예선 탈락                            | 예선 탈락                            | 예선 탈락                            | 예선 탈락                            | 예선 탈락                            | 예선 탈락                            | 예선 탈락                            |
| 2019년                        | 예선 탈락                            | 예선 탈락                            | 예선 탈락                            | 예선 탈락                            | 예선 탈락                            | 예선 탈락                            | 예선 탈락                            | 예선 탈락                            | 예선 탈락                            |
| 2021년                        | 예선 탈락                            | 예선 탈락                            | 예선 탈락                            | 예선 탈락                            | 예선 탈락                            | 예선 탈락                            | 예선 탈락                            | 예선 탈락                            | 예선 탈락                            |
| 총계                          | 3회 진출(3/33)                       | 준우승(1회)                          | 11                                   | 3                                    | 5                                    | 3                                    | 12                                   | 13                                   | 14                                   |
| 순위                          | 아프리카 네이션스컵 역대 순위 : 23위 | 아프리카 네이션스컵 역대 순위 : 23위 | 아프리카 네이션스컵 역대 순위 : 23위 | 아프리카 네이션스컵 역대 순위 : 23위 | 아프리카 네이션스컵 역대 순위 : 23위 | 아프리카 네이션스컵 역대 순위 : 23위 | 아프리카 네이션스컵 역대 순위 : 23위 | 아프리카 네이션스컵 역대 순위 : 23위 | 아프리카 네이션스컵 역대 순위 : 23위 |

### 아프리카 네이션스컵(예선)
| 아프리카 네이션스컵 예선 기록 | 아프리카 네이션스컵 예선 기록 | 아프리카 네이션스컵 예선 기록 | 아프리카 네이션스컵 예선 기록 | 아프리카 네이션스컵 예선 기록 | 아프리카 네이션스컵 예선 기록 | 아프리카 네이션스컵 예선 기록 | 아프리카 네이션스컵 예선 기록 |
| 년도                          | 경기                          | 승                            | 무*                           | 패                            | 득점                          | 실점                          | 승점                          |
| ----------------------------- | ----------------------------- | ----------------------------- | ----------------------------- | ----------------------------- | ----------------------------- | ----------------------------- | ----------------------------- |
| 1957년                        | 비회원국                      | 비회원국                      | 비회원국                      | 비회원국                      | 비회원국                      | 비회원국                      | 비회원국                      |
| 1959년                        | 비회원국                      | 비회원국                      | 비회원국                      | 비회원국                      | 비회원국                      | 비회원국                      | 비회원국                      |
| 1962년                        | 비회원국                      | 비회원국                      | 비회원국                      | 비회원국                      | 비회원국                      | 비회원국                      | 비회원국                      |
| 1963년                        | 비회원국                      | 비회원국                      | 비회원국                      | 비회원국                      | 비회원국                      | 비회원국                      | 비회원국                      |
| 1965년                        | 비회원국                      | 비회원국                      | 비회원국                      | 비회원국                      | 비회원국                      | 비회원국                      | 비회원국                      |
| 1968년                        | 2                             | 0                             | 1                             | 1                             | 4                             | 5                             | 1                             |
| 1970년                        | 불참                          | 불참                          | 불참                          | 불참                          | 불참                          | 불참                          | 불참                          |
| 1972년                        | 2                             | 0                             | 0                             | 2                             | 1                             | 3                             | 0                             |
| 1974년                        | 기권                          | 기권                          | 기권                          | 기권                          | 기권                          | 기권                          | 기권                          |
| 1976년                        | 2                             | 1                             | 0                             | 1                             | 1                             | 1                             | 3                             |
| 1978년                        | 2                             | 0                             | 0                             | 2                             | 0                             | 5                             | 0                             |
| 1980년                        | 4                             | 2                             | 1                             | 1                             | 5                             | 5                             | 7                             |
| 1982년                        | 자동진출(개최국)              | 자동진출(개최국)              | 자동진출(개최국)              | 자동진출(개최국)              | 자동진출(개최국)              | 자동진출(개최국)              | 자동진출(개최국)              |
| 1984년                        | 2                             | 1                             | 0                             | 1                             | 2                             | 2                             | 3                             |
| 1986년                        | 4                             | 2                             | 0                             | 2                             | 5                             | 4                             | 6                             |
| 1988년                        | 기권                          | 기권                          | 기권                          | 기권                          | 기권                          | 기권                          | 기권                          |
| 1990년                        | 기권                          | 기권                          | 기권                          | 기권                          | 기권                          | 기권                          | 기권                          |
| 1992년                        | 불참                          | 불참                          | 불참                          | 불참                          | 불참                          | 불참                          | 불참                          |
| 1994년                        | 기권                          | 기권                          | 기권                          | 기권                          | 기권                          | 기권                          | 기권                          |
| 1996년                        | 불참                          | 불참                          | 불참                          | 불참                          | 불참                          | 불참                          | 불참                          |
| 1998년                        | 불참                          | 불참                          | 불참                          | 불참                          | 불참                          | 불참                          | 불참                          |
| 2000년                        | 2                             | 0                             | 0                             | 2                             | 1                             | 6                             | 0                             |
| 2002년                        | 8                             | 3                             | 0                             | 5                             | 8                             | 14                            | 9                             |
| 2004년                        | 6                             | 3                             | 1                             | 2                             | 12                            | 8                             | 10                            |
| 2006년                        | 12                            | 5                             | 3                             | 4                             | 17                            | 10                            | 18                            |
| 2008년                        | 6                             | 2                             | 2                             | 2                             | 7                             | 6                             | 8                             |
| 2010년                        | 6                             | 4                             | 0                             | 2                             | 7                             | 4                             | 12                            |
| 2012년                        | 6                             | 3                             | 3                             | 0                             | 6                             | 1                             | 12                            |
| 2013년                        | 2                             | 0                             | 0                             | 2                             | 0                             | 3                             | 0                             |
| 2015년                        | 2                             | 0                             | 1                             | 1                             | 0                             | 3                             | 1                             |
| 2017년                        | 6                             | 2                             | 1                             | 3                             | 8                             | 6                             | 7                             |
| 2019년                        | 6                             | 2                             | 1                             | 3                             | 16                            | 11                            | 7                             |
| 2021년                        | 6                             | 2                             | 1                             | 3                             | 5                             | 6                             | 7                             |
| 합계                          | 86                            | 32                            | 15                            | 39                            | 105                           | 103                           | 111                           |

## UAFA아랍 네이션스컵
| 아랍 네이션스컵 기록 | 아랍 네이션스컵 기록 | 아랍 네이션스컵 기록 | 아랍 네이션스컵 기록 | 아랍 네이션스컵 기록 | 아랍 네이션스컵 기록 | 아랍 네이션스컵 기록 | 아랍 네이션스컵 기록 | 아랍 네이션스컵 기록 | 아랍 네이션스컵 기록 |
| 년도                 | 결과                 | 순위                 | 경기                 | 승                   | 무*                  | 패                   | 득점                 | 실점                 | 승점                 |
| -------------------- | -------------------- | -------------------- | -------------------- | -------------------- | -------------------- | -------------------- | -------------------- | -------------------- | -------------------- |
| 1963년               | 불참                 | 불참                 | 불참                 | 불참                 | 불참                 | 불참                 | 불참                 | 불참                 | 불참                 |
| 1964년               | 결선리그             | 준우승               | 4                    | 2                    | 2                    | 0                    | 9                    | 5                    | 8                    |
| 1966년               | 4강                  | 3위                  | 5                    | 2                    | 2                    | 1                    | 20                   | 4                    | 8                    |
| 1985년               | 불참                 | 불참                 | 불참                 | 불참                 | 불참                 | 불참                 | 불참                 | 불참                 | 불참                 |
| 1988년               | 불참                 | 불참                 | 불참                 | 불참                 | 불참                 | 불참                 | 불참                 | 불참                 | 불참                 |
| 1992년               | 불참                 | 불참                 | 불참                 | 불참                 | 불참                 | 불참                 | 불참                 | 불참                 | 불참                 |
| 1998년               | 조별리그             | 11위                 | 2                    | 0                    | 0                    | 2                    | 2                    | 4                    | 0                    |
| 2002년               | 기권                 | 기권                 | 기권                 | 기권                 | 기권                 | 기권                 | 기권                 | 기권                 | 기권                 |
| 2012년               | 준우승               | 2위                  | 5                    | 3                    | 2                    | 0                    | 8                    | 3                    | 11                   |
| 합계                 | 4회 출전(4/9)        | 준우승(2회)          | 16                   | 7                    | 6                    | 3                    | 39                   | 16                   | 27                   |

## 지중해 게임
| 지중해 게임 기록 | 지중해 게임 기록 | 지중해 게임 기록 | 지중해 게임 기록 | 지중해 게임 기록 | 지중해 게임 기록 | 지중해 게임 기록 | 지중해 게임 기록 | 지중해 게임 기록 | 지중해 게임 기록 |
| 년도             | 결과             | 순위             | 경기             | 승               | 무*              | 패               | 득점             | 실점             | 승점             |
| ---------------- | ---------------- | ---------------- | ---------------- | ---------------- | ---------------- | ---------------- | ---------------- | ---------------- | ---------------- |
| 1951년           | 독립 이전        | 독립 이전        | 독립 이전        | 독립 이전        | 독립 이전        | 독립 이전        | 독립 이전        | 독립 이전        | 독립 이전        |
| 1955년           | 불참             | 불참             | 불참             | 불참             | 불참             | 불참             | 불참             | 불참             | 불참             |
| 1959년           | 불참             | 불참             | 불참             | 불참             | 불참             | 불참             | 불참             | 불참             | 불참             |
| 1963년           | 불참             | 불참             | 불참             | 불참             | 불참             | 불참             | 불참             | 불참             | 불참             |
| 1967년           | 조별리그         | 8위              | 3                | 0                | 1                | 2                | 1                | 5                | 1                |
| 1971년           | 불참             | 불참             | 불참             | 불참             | 불참             | 불참             | 불참             | 불참             | 불참             |
| 1975년           | 조별리그         | 8위              | 5                | 1                | 1                | 3                | 5                | 9                | 4                |
| 1979년           | 불참             | 불참             | 불참             | 불참             | 불참             | 불참             | 불참             | 불참             | 불참             |
| 1983년           | 조별리그         | 9위              | 2                | 0                | 0                | 2                | 2                | 5                | 0                |
| 1987년           | 불참             | 불참             | 불참             | 불참             | 불참             | 불참             | 불참             | 불참             | 불참             |
| 1991년           | 불참             | 불참             | 불참             | 불참             | 불참             | 불참             | 불참             | 불참             | 불참             |
| 1993년           | 불참             | 불참             | 불참             | 불참             | 불참             | 불참             | 불참             | 불참             | 불참             |
| 1997년           | 조별리그         | 10위             | 3                | 0                | 2                | 1                | 3                | 4                | 2                |
| 2001년           | 조별리그         | 7위              | 2                | 0                | 1                | 1                | 1                | 2                | 1                |
| 2005년           | 동메달           | 3위              | 5                | 1                | 2                | 2                | 3                | 10               | 5                |
| 2009년           | 동메달           | 3위              | 4                | 0                | 3                | 1                | 0                | 1                | 3                |
| 2013년           | 4강              | 4위              | 5                | 1                | 1                | 3                | 6                | 12               | 4                |
| 2018년           |                  |                  |                  |                  |                  |                  |                  |                  |                  |
| 합계             | 8회 진출(8/16)   | 동메달(2회)      | 29               | 3                | 11               | 15               | 21               | 48               | 20               |

## 판 아랍 게임
| 판 아랍 게임 기록 | 판 아랍 게임 기록 | 판 아랍 게임 기록 | 판 아랍 게임 기록 | 판 아랍 게임 기록 | 판 아랍 게임 기록 | 판 아랍 게임 기록 | 판 아랍 게임 기록 | 판 아랍 게임 기록 | 판 아랍 게임 기록 |
| 년도              | 결과              | 순위              | 경기              | 승                | 무*               | 패                | 득점              | 실점              | 승점              |
| ----------------- | ----------------- | ----------------- | ----------------- | ----------------- | ----------------- | ----------------- | ----------------- | ----------------- | ----------------- |
| 1953년            | 동메달            | 3위               | 3                 | 2                 | 0                 | 1                 | 10                | 14                | 6                 |
| 1957년            | 조별리그          | 8위               | 3                 | 0                 | 0                 | 3                 | 5                 | 12                | 0                 |
| 1961년            | 동메달            | 3위               | 5                 | 2                 | 1                 | 2                 | 13                | 13                | 7                 |
| 1965년            | 동메달            | 3위               | 6                 | 4                 | 0                 | 2                 | 44                | 18                | 12                |
| 1976년            | 불참              | 불참              | 불참              | 불참              | 불참              | 불참              | 불참              | 불참              | 불참              |
| 1985년            | 조별리그          | 6위               | 2                 | 1                 | 0                 | 1                 | 2                 | 2                 | 3                 |
| 1992년            | 불참              | 불참              | 불참              | 불참              | 불참              | 불참              | 불참              | 불참              | 불참              |
| 1997년            | 조별리그          | 6위               | 3                 | 0                 | 2                 | 1                 | 4                 | 5                 | 2                 |
| 1999년            | 동메달            | 3위               | 6                 | 3                 | 2                 | 1                 | 11                | 6                 | 11                |
| 2004년            | 축구 종목 제외    | 축구 종목 제외    | 축구 종목 제외    | 축구 종목 제외    | 축구 종목 제외    | 축구 종목 제외    | 축구 종목 제외    | 축구 종목 제외    | 축구 종목 제외    |
| 2007년            | 은메달            | 준우승            | 4                 | 3                 | 1                 | 0                 | 7                 | 1                 | 10                |
| 2011년            | 조별리그          | 7위               | 3                 | 0                 | 2                 | 1                 | 1                 | 2                 | 2                 |
| 합계              | 9회 진출(9/11)    | 은메달(1회)       | 35                | 15                | 8                 | 12                | 97                | 73                | 53                |

## 주요 선수
- 무함마드 나슈누슈
- 알리 살라마
- 알리 엘무스라티
- 함두 엘후니
- 모타셈 사부
- 아흐메드 엘 트르비

## 역대 감독
| 감독                  | 임기        |
| --------------------- | ----------- |
| 에우제니오 베르셀리니 | 1999        |
| 카를로스 빌라르도     | 1999 ~ 2000 |
| 프란코 스콜리오       | 2002        |
| 하비에르 클레멘테     | 2013 ~ 2016 |
| 코랑탱 마르탱         | 2022 ~ 2023 |

## 같이 보기
- 1986년 FIFA 월드컵 아프리카 지역 예선